# Tartaro (medicina)

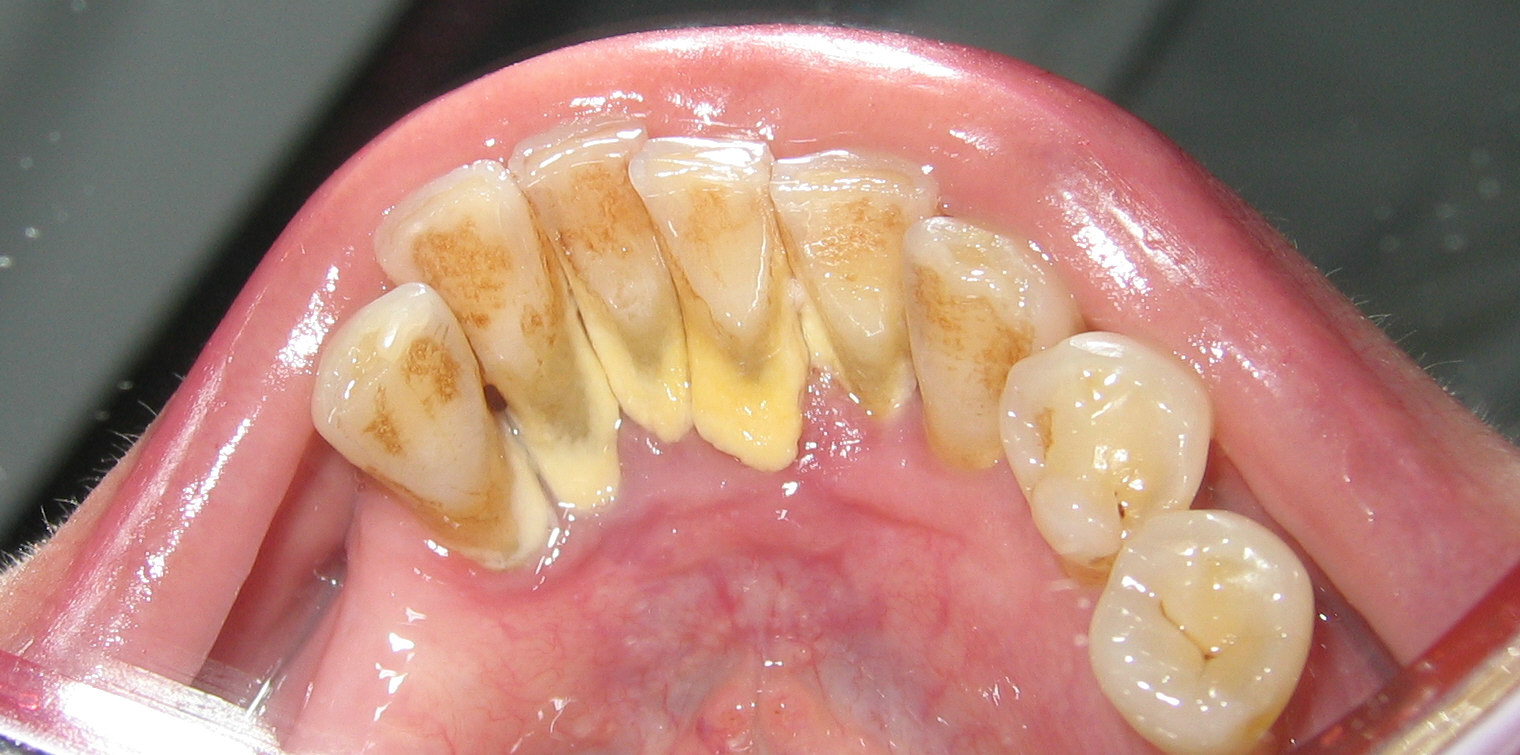
Evidenti depositi di tartaro

Il tartaro, noto anche come calcolo dentario o dentale,  in odontoiatria, è un deposito dovuto alla placca batterica e alla presenza di sali di calcio nella saliva. È un insieme di composti minerali formato per circa l’80% da sali inorganici, contenenti fosforo, calcio e sodio, e per il restante 20% da sostanze diverse.

## Descrizione
Il tartaro costituisce una zona di ritenzione della placca batterica, i depositi calcificati possono contenere dei prodotti tossici per i tessuti molli.
Il tartaro può essere:
- sottogengivale, ha un colore rossiccio per la presenza di piccole emorragie gengivali, è più consistente e si deposita nelle profondità del solco gengivale. Trovandosi al di sotto della gengiva non è immediatamente visibile e contribuisce alla formazione della tasca parodontale collegata alla parodontite.
- sopragengivale. Si presenta sotto forma di piccole incrostazioni bianche o giallognole che ricoprono la superficie del dente intorno all’orlo gengivale. Le gradazioni di colore vanno dal bianco al nero.

La carie è una malattia del cavo orale collegata alla presenza del tartaro e dei batteri nella bocca. Il processo carioso avviene a seguito dell’azione di alcuni tipi di batteri già presenti nella bocca, che trovano nella placca batterica e nel tartaro un ambiente ideale alla riproduzione.

## Cura
Una volta che il tartaro si è formato, può essere rimosso adeguatamente solo da un dentista o da un igienista dentale. Non è possibile, infatti, rimuovere il tartaro in autonomia.
La procedura professionale per eliminare il tartaro è nota come ablazione del tartaro o detartrasi e viene effettuata con strumenti specifici. Inizia con l’uso di un dispositivo ad ultrasuoni, l’ablatore, che emette vibrazioni ad alta frequenza per frammentare il tartaro. Successivamente, vengono utilizzati strumenti manuali, come scaler e curette, per rimuovere eventuali residui.
Dopo la rimozione del tartaro, i denti vengono lucidati con una pasta al fluoro applicata tramite una spazzola rotante. In alcuni casi, può essere utilizzata la tecnica Air Flow, che combina aria compressa, acqua e polveri per rimuovere macchie, placca e altri depositi nelle aree difficilmente raggiungibili.
La frequenza raccomandata per l’ablazione del tartaro dipende dalle condizioni del paziente. In genere, è indicata ogni sei mesi durante la visita di controllo. Nei casi di infiammazioni gengivali, parodontite o altre condizioni specifiche, può essere necessario aumentare la frequenza a tre o quattro mesi.